# Comité Paralímpico Nacional de Irak
El Comité Paralímpico Nacional de Irak es el comité paralímpico nacional que representa a Irak. Esta organización es la responsable de las actividades deportivas paralímpicas en el país. Es miembro del Comité Paralímpico Internacional y del Comité Paralímpico Asiático.